# Luzula caricina
Luzula caricina är en tågväxtart som beskrevs av Ernst Meyer. Luzula caricina ingår i Frylesläktet som ingår i familjen tågväxter. Inga underarter finns listade i Catalogue of Life.